# Абу-Симбел
Абу́-Симбе́л (в другой транскрипции Абу-Симбиль) — скала на западном берегу Нила, в которой высечены два древнеегипетских храма во время правления Рамсеса II (ок. 1279—1213 годы до н. э.). Находится в Нубии, в 285 км южнее Асуана, близ современной египетско-суданской границы.
Выдающаяся почти к самой реке скала из мелкозернистого песчаника, высотой в 100 м, названа в иероглифических надписях «священной горой» и, как можно предположить, была укреплена фортификационными сооружениями, и поэтому местность в надписях названа «крепостью Рамзессополисом». Современное название Абу-Симбел произошло от древнего, вероятно, нубийского, Ипсамбул. В Европе храм стал известен в 1810-е годы по описаниям Иоганна Людвига Буркхардта.
Абу-Симбел включён в список Всемирного наследия.

## Храмы
Один из храмов, большой, был воздвигнут в честь самого фараона Рамсеса II и посвящён богам Амону, Ра-Хорахти и Птаху; другой, поменьше, — воздвигнут в честь первой жены Рамсеса II, царицы Нефертари Меренмут, и посвящён богине Хатхор.
В первом из них, построенном после победы над хеттами и отличающемся хорошо сохранившимися важными историческими изображениями и надписями, изображён царь, поклоняющийся самому себе, то есть его божественный образ, которому поклоняется царь-человек. Окружённый другими божествами, он выделяется в виде громадной фигуры, обращённой спиной к скале. На восточном фасаде, у входа в храм, высечены в скале четыре колоссальных изображения трёх богов — Амона, Ра-Хорахти и Птаха — и самого царя (всем четырём статуям, однако, придан облик самого Рамсеса II), высотой приблизительно в 20 м. Под гигантскими статуями фараона находятся скульптурные изображения членов его семьи — матери, жены Нефертари и детей. Стены внутренних помещений украшены рельефами с ритуальными и военными сценами (битва при Кадеше и др.).
Храм спроектирован таким образом, что дважды в год — в 6 часов утра 22 октября и 22 февраля — солнечный луч преодолевает коридор длиной 65 м и освещает 4 сидящие статуи богов; по 6 минут солнцем освещены изображения Амона и Ра-Хорахти, 12 минут — фигура Рамзеса II (он в центре). На бога Птаха солнце не падает никогда. Во внутренних помещениях храма — 2 гипостиля, молельни и помещение святилища со статуями Амона, Ра-Хорахти, Птаха (все, как и статуи при входе, с лицами Рамзеса II) и Рамзеса II.
Перед Малым храмом стоят шесть статуй, высеченных горельефом, а именно с каждой стороны по два изображения царя и по одному — царицы; высота статуй около 10 м. На фигуре второго колосса, в южной части храма, высечена греческая надпись, оставленная ионийскими наёмниками, пришедшими сюда при Псамметихе II (595—589 до н. э.), во время преследования отступавших от Элефантины к Эфиопии воинов.
С течением времени, храмы пришли в упадок и в конце концов были засыпаны песком. Уже во время похода Псамметиха II в VI веке до н. э. песок покрывал статуи главного храма до колен. Затем о храме забыли вплоть до 1813 года, когда швейцарский востоковед Иоганн Людвиг Буркхардт нашёл верхний фриз главного храма. Буркхардт рассказал о своём открытии итальянскому исследователю и авантюристу Джованни Бельцони, который посетил это место, но не смог откопать вход в храм. Бельцони вернулся в 1817 году, на этот раз успешно проникнув в храмовый комплекс.

### Перенос (1964—1968)
После революции 1952 года начались работы по проектированию второй плотины на реке Нил, близ Асуана. Находившимся на берегу Нила храмам угрожало затопление водами образовавшегося водохранилища Насер. Это привело бы к разрушению постройки, сделанной из песчаника. В 1959 году началась кампания по спасению исторического наследия.
По одной из идей, нужно было перенести памятники в более безопасное место, по другой — оставить их на месте. ЮНЕСКО созвало по этому поводу специальную комиссию, в состав которой вошли Генеральный директор ЮНЕСКО, глава совещательного комитета и три эксперта. Они поддержали шведско-египетский проект, в котором планировалось разрезать святыни на крупные части весом до 30 тонн, перенести их в другое место и реконструировать. Благодаря международной поддержке руины храмов удалось спасти путём перемещения на новое место — скалу у старого русла Нила в 180 м от первоначального местоположения храма.
Строительство плотины началось в 1960 году. Процесс переноса памятника происходил с 1964 по 1968 год. Храмы были разрезаны на блоки весом до 30 тонн (в среднем 20 тонн), перенесены на новое место и собраны заново. Комплекс был полностью перемещён в 1968 году под руководством польского археолога Казимежа Михайловского из Польского центра средиземноморской археологии Варшавского университета, в рамках международного участия в кампании ЮНЕСКО по спасению Нубийского наследия.
Во время работ по строительству Асуанской плотины перенос памятника отставал. Потому вокруг старого храма построили защитную стену от реки. Далее работы проводились на 12 метров ниже уровня Нила.
Новое местоположение храмов — в 65 метрах выше и в 200 метрах дальше от реки. Перенос памятников Абу-Симбела и Филе считается одной из крупнейших инженерно-археологических операций в мире.

## В культуре
- «Абу-Симбел» — египетский бальзам (30-градусная спиртовая настойка из натуральных трав, обладающая тонизирующими свойствами), с изображением храма Рамсеса на этикетке. Периодически продавался в магазинах СССР в 1970—1980-е годы.